# Luzerner Spielleute
Die Luzerner Spielleute sind die älteste Laientheatergruppe der Schweiz.

## Geschichte
Die Wurzeln des Theatervereins reichen ins 15. Jahrhundert zurück. Die Bruderschaft zur dörnigen Krone, die älteste bekannte Spielgemeinschaft Europas, führte ab 1470 alle fünf Jahre auf dem Weinmarkt in Luzern Passions- und Mysterienspiele auf. 
Nach Jahren der Vergessenheit wurde die Bruderschaft 1924 durch den Regisseur und Theaterwissenschaftler Oskar Eberle erneuert. Die Geistlichen Spiele Luzerns vor der Hofkirche mit teilweise über 100 Mitwirkenden wurden wieder über die Landesgrenzen hinaus bekannt.
1934 gründete Oskar Eberle mit 26 Theaterbegeisterten die Luzerner Spielleute mit dem Ziel, neben dem religiösen auch das profane Theater zu pflegen. Unter dem Patronat der Bekrönungsbruderschaft und der Regie Oskar Eberles erlebten die Spielleute ihre erste Blütezeit. Die ersten 25 Jahre waren stark von der Persönlichkeit des Gründers geprägt. Zu Beginn des zweiten Vierteljahrhunderts standen die Spielleute vor der Aufgabe, auf „eigenen Beinen“ zu stehen. Finanzielle Schwierigkeiten und die Notwendigkeit, neue Wege zu finden, führten ab 1960 zur Umsetzung eines erfolgreichen Kabarett-Programms, das es innerhalb von sechs Jahren ermöglichte, den Schuldenberg abzubauen.
In den 1970er Jahren knüpfte eine neue Generation innerhalb der Luzerner Spielleute an die alte Tradition der Freiluftaufführungen an. Ziel war es, unter professioneller Regie engagiertes, gesellschaftskritisches Theater zu spielen. Unter der Regie von Kurt J. Schildknecht, einem ehemaligen Schauspieler am Stadttheater Luzern, gaben die Spielleute mit Die Ballade vom Eulenspiegel, Vom Federle und der dicken Pompanne am 5. August 1972 im Münzgässli ihr Comeback vor dem Luzerner Publikum. Es folgten weitere grosse Freilichttheater, unter anderem auf dem Meggenhorn oder dem Rathausplatz in Luzern.
Die Luzerner Spielleute haben einen Beitrag zur Luzerner Theatergeschichte geleistet. Sie haben die Tradition der Freilichtspiele in Luzern bewahrt und gefördert und sich als Forum für zeitgenössisches Theater etabliert. Immer wieder etablierten sich Mitglieder der Luzerner Spielleute als professionelle Theaterschaffende, z. B. Margrit Winter, Paul Steinmann oder Buschi Luginbühl.

## Gegenwart
Als Bestandteil der Luzerner Kulturlandschaft bieten die Luzerner Spielleute ein Programm, das von Freilichtspielen über Kammerstücke bis hin zu Kindertheater reicht.
Neben dem Ensemble der Luzerner Spielleute, das die Tradition des Laientheaters mit professionellen Ansprüchen weiterpflegt und jährlich ein neues Stück auf die Bühne bringt, wurden 2013 die Stachelbeeren als Untergruppe gegründet. Diese verstehen sich als Kinder-, Jugend- und Familientheater, um Kinder und Jugendliche zu animieren, selber Theater zu machen. Sie bieten jungen Laienschauspielerinnen und Laienschauspieler eine Plattform, um ihnen einen Einstieg ins Theaterleben zu ermöglichen und um Themen anzusprechen, mit denen sich Kinder, Jugendliche und Erwachsene gleichsam beschäftigen.
Im Sommer 2018 wurde zudem der «Kinderclub» für Kinder zwischen 6 und 12 Jahren ins Leben gerufen. Er gibt Kindern die Möglichkeit, Einblicke in alle Bereiche einer Theaterproduktion zu erhalten. Sie agieren darin also nicht nur als Spielende, sondern entwickeln selber Kostüme, basteln Requisiten, gestalten den Flyer oder schreiben am Stück mit. Zu einer aktuellen Thematik wird mit den Kindern gemeinsam geforscht, gesammelt, experimentiert und ein Theaterstück entwickelt. Ziel ist es, dass die Kinder eigenständig die Verantwortung für ihre Produktion übernehmen.
Seit 1938 wird auch die Tradition des Sternsingens von den Luzerner Spielleuten wieder gepflegt, eine Tradition, die bis ins 10. Jahrhundert zurückreicht. Angeführt wird die rund 140 Personen umfassende Gruppe vom Adventskranzträger und dem Chor, gefolgt vom Stern und den heiligen drei Königen mit ihren Lichtträgern. Maria reitet mit dem Kind auf dem Esel, geführt von Josef und begleitet von Hirten und Schafen. Auf drei Altstadtplätzen wird ein einfaches szenisches Weihnachtsspiel aufgeführt.

## Theater Pavillon (bis 2005 Spielleutepavillon)
1980 erwarben die Luzerner Spielleute einen Holzpavillon von der Gemeinde Horw. Nach zähen Verhandlungen mit der Stadt Luzern wurde 1981 ein geeignetes Grundstück für den Pavillon gefunden. Dieser wurde am 18. November 1983 eingeweiht und diente fortan als Proberaum und Spielstätte.
1991 wurde der Pavillon durch einen Brand zerstört. Die Stadt Luzern sicherte die Weiternutzung das Geländes bis 2005 zu. Die Luzerner Spielleute liessen einen neuen Pavillon in Leichtbauweise errichten, der 1993 eingeweiht wurde. 
Im Jahr 2004 wurde der Standort des Pavillons erneut von städtischen Überbauungsplänen betroffen, und es wurde entschieden, ihn 2005 abzubrechen. Die Luzerner Spielleute und das neu gegründete Voralpentheater traten mit der Stadt in Verhandlungen, um die Idee des Pavillons auch nach Ablauf des Baurechtsvertrags zu sichern. 2004 wurde ein Baurechtsvertrag unterzeichnet, der den Spielleuten das Grundstück am Spelteriniweg 6 für 40 Jahre unentgeltlich zur Verfügung stellte.
Die Grundsteinlegung für einen neuen Theater-Pavillon erfolgte 2007. Im Mai 2008 wurde er im Luzerner Tribschenquartier eröffnet. Im Vergleich zum alten Spielleutepavillon von 1993 wurde die Kulturfläche im neuen Pavillon verdreifacht. Der «Theater Pavillon Luzern» bietet nun einen Theatersaal mit Garderobe, drei Proberäume, ein Büro, einen kleinen Theaterfundus sowie eine Bar mit Foyer und Küche. Er ist heute nicht nur eine feste Spielstätte für die Spielleute und das Voralpentheater, sondern auch ein kultureller Ort in Luzern, in dem jedes Jahr zahlreiche Veranstaltungen stattfinden.